# Вульф, Айви
Айви Вульф (англ. Ivy Wolfe; род. 3 сентября 1996 года, Северная Каролина, США) — американская порноактриса. Лауреат премий AVN Awards и XBIZ Award.

## Карьера
Работала менеджером в сэндвич-шопе в Портленде, штат Орегон.
Пришла в индустрию для взрослых в марте 2017 года в возрасте 20 лет. Первыми съёмками для неё стала сцена триолизма (парень/девушка/девушка). Снимается в сценах традиционного и лесбийского секса. Актрису представляет агентство талантов Motley Models.
Снимается для студий Digital Sin, FM Concepts, Evil Angel, Girlfriends Films, Girlsway, MissaX, Twistys.com, Vixen, Wicked Pictures, Zero Tolerance Entertainment и многих других.
К церемонии XRCO Award 2018 года была выбрана, вместе с Эллой Нокс, «Heart-On Girls» — девушек, которые занимаются распределением наград победителям. В январе 2019 года, вместе с Дженис Гриффит, была награждена премией XBIZ Award в категории «Лучшая сцена секса — только девушки» (за фильм After Dark). В этом же месяце стала лауреатом двух премий AVN Awards в категориях «Лучшая новая старлетка» и «Лучшая лесбийская групповая сцена». За работу в фильме The Rules была отмечена в январе 2020 года премией XBIZ Award в следующих категориях: «Лучшая актриса — комедийный фильм» и «Лучшая сцена секса — табу». Через неделю Айви вновь становится лауреатом премии AVN Awards, на этот раз в категории «Лучшая актриса — короткометражный фильм» (за If It Feels Right).
В сентябре 2018 года была выбрана Treat of the Month порносайтом Twistys.com. В октябре стала «Киской месяца» журнала Penthouse. Через два месяца была выбрана девушкой месяца Girlsway. Также была избрана Ангелом Vixen. В 2019 году появилась на страницах юбилейного спецвыпуска журнала Hustler.
По данным сайта IAFD на июнь 2021 года, снялась в более чем 120 порносценах.

## Награды и номинации
| Год  | Награда                    | Результат | Категория | Фильм                                             |     |
| ---- | -------------------------- | --------- | --- | ------------------------------------------------- | --- |
| 2018 | NightMoves Award           | Номинация | Лучшая новая старлетка | н/д                                               |     |
| 2018 | XBIZ Award                 | Номинация | Лучшая сцена секса — табу (вместе с Рамоном Номаром) | I Want My Sister 3                                |     |
| 2018 | XCritic Award              | Номинация | Лучшая новая старлетка | н/д                                               |     |
| 2019 | AVN Award                  | Номинация | Лучшая актриса — короткометражный фильм | Sugar                                             |     |
| 2019 | AVN Award                  | Победа    | Лучшая лесбийская групповая сцена (вместе с Дженной Сативой и Элизой Джейн) | A Flapper Girl Story                              |     |
| 2019 | AVN Award                  | Номинация | Лучшая лесбийская сцена (вместе со Скарлетт Сэйдж) | Sage Union                                        |     |
| 2019 | AVN Award                  | Победа    | Лучшая новая старлетка | н/д                                               |     |
| 2019 | AVN Award                  | Номинация | Лучшая сцена секса парень/девушка (вместе с Чедом Уайтом) | Déjà Vu                                           |     |
| 2019 | Fleshbot Award             | Номинация | Лучшая новая старлетка | н/д                                               |     |
| 2019 | NightMoves Award           | Номинация | Лучшая актриса | н/д                                               |     |
| 2019 | Spank Bank Award           | Победа    | Breathtaking Blonde of the Year | н/д                                               |     |
| 2019 | XBIZ Award                 | Номинация | Лучшая новая старлетка | н/д                                               |     |
| 2019 | XBIZ Award                 | Номинация | Лучшая сцена секса — пары (вместе с Чедом Уайтом) | The Wolfe Next Door                               |     |
| 2019 | XBIZ Award                 | Победа    | Лучшая сцена секса — только девушки (вместе с Дженис Гриффит) | After Dark                                        |     |
| 2019 | XRCO Award                 | Номинация | Новая старлетка года | н/д                                               |     |
| 2020 | AVN Award                  | Победа    | Лучшая актриса — короткометражный фильм | If It Feels Right                                 |     |
| 2020 | AVN Award                  | Номинация | Лучшая сцена мастурбации/стриптиза | My First (из My First Interracial 14)             |     |
| 2020 | AVN Award                  | Номинация | Лучшая сцена секса парень/девушка (вместе с Заком Уайлдом) | If It Feels Right                                 |     |
| 2020 | Spank Bank Technical Award | Победа    | Hottest Hippie In History | н/д                                               |     |
| 2020 | XBIZ Award                 | Победа    | Лучшая актриса — комедийный фильм | The Rules                                         |     |
| 2020 | XBIZ Award                 | Номинация | Лучшая актриса тематического фильма — эротика | If It Feels Right                                 |     |
| 2020 | XBIZ Award                 | Номинация | Лучшая сцена секса — комедия (вместе с Тайлером Никсоном) | The Rules                                         |     |
| 2020 | XBIZ Award                 | Победа    | Лучшая сцена секса — табу (вместе с Бриджит Би и Тайлером Никсоном) | The Rules                                         |     |
| 2020 | XBIZ Award                 | Номинация | Лучшая сцена секса — только девушки (вместе с Бриджит Би) | Honeymoon                                         |     |
| 2021 | AVN Award                  | Победа    | Мейнстрим-предприятие года (вместе с Алиной Лопес, Арианой Мари, Вики Чейз, Габби Картер, Кирой Нуар, Мией Малковой, Мией Мелано, Нией Наччи, Серай Минкс, Сесилией Лайон, Скарлит Скандал, Скин Даймонд, Эйвери Кристи, Эми Майли и Эмили Уиллис) | Still Be Friends/Moana (музыкальные видео G-Eazy) |     |
| 2023 | AVN Award                  | Номинация | Лучшая сцена секса мужчина/женщина (вместе с Заком Уайлдом) | Smoking Hot Sex Session (из Hardcore Blondes)     |     |
| 2023 | Fleshbot Award             | Номинация | Лучшая сцена (вместе с Райан Рид и Сетом Гэмблом) | Reckless: What’s in the Bag?                      |     |
| 2023 | XBIZ Award                 | Номинация | Лучшая сцена секса — виньетка (вместе с Джексом Слейхером) | Stars 3                                           |     |
| 2023 | XBIZ Award                 | Номинация | Лучшая сцена секса — только девушки (вместе с Айден Эшли) | Lesbian Hardcore 2                                |     |
| 2024 | AVN Award                  | Номинация | Лучшая ведущая актриса | Reckless                                          |     |
| 2024 | AVN Award                  | Номинация | Лучшая сцена секса вчетвером/оргии (вместе с Анной Клэр Клаудс, Антоном Харденом, Ликой Стар и Эмбер Мур) | Deluxe Service (из Level Up)                      |     |
| 2024 | AVN Award                  | Номинация | Лучшая сцена секса один на один в виртуальной реальности (вместе с Дэном Дэмиджем) | Barbie (A Porn Parody)                            |     |
| 2024 | AVN Award                  | Номинация | Лучшая сцена триолизма (вместе с Райан Рид и Сетом Гэмблом) | Reckless Episode 8: What’s in the Bag?            |     |
| 2024 | XBIZ Award                 | Номинация | Лучшая сцена секса — короткометражный фильм (вместе с Сетом Гэмблом) | I Didn’t Tell Her                                 |     |
| 2024 | XBIZ Award                 | Номинация | Лучшая сцена секса — полнометражный фильм (вместе с Сетом Гэмблом) | Reckless                                          |     |
| 2024 | XBIZ Award                 | Номинация | Лучшее актёрское исполнение — второй план | Reckless                                          |     |
| 2024 | XRCO Award                 | Номинация | Лучшая актриса | Reckless                                          | н/д |

## Избранная фильмография
- 2017 — Can I Play Daddy?
- 2017 — I Want My Sister 3
- 2018 — A Scarlett Letter
- 2018 — Adoration
- 2018 — Amateur Blowjobs 5
- 2018 — Goth Teen Nymphos 2
- 2018 — Lesbian Stepmother 4[35]
- 2018 — Pretty Little Sluts
- 2018 — Squirting Teens
- 2018 — Tiny Titty Babysitters 2
- 2018 — Who’s Your Daddy? 18
- 2019 — A Woman’s Promise[36]
- 2019 — Almost the Same
- 2019 — Intoxicating Ivy Wolfe
- 2019 — Mixed Messages
- 2019 — Roleplay With Me
- 2019 — She’s So Small 20
- 2019 — Young Girl Seductions 14
- 2022 — Money